# (37158) 2000 VV61
2000 VV61 (asteroide 37158) é um asteroide da cintura principal. Possui uma excentricidade de 0.18921240 e uma inclinação de 25.35835º.
Este asteroide foi descoberto no dia 9 de novembro de 2000 por LINEAR em Socorro.